# カリス (ギリシア神話)

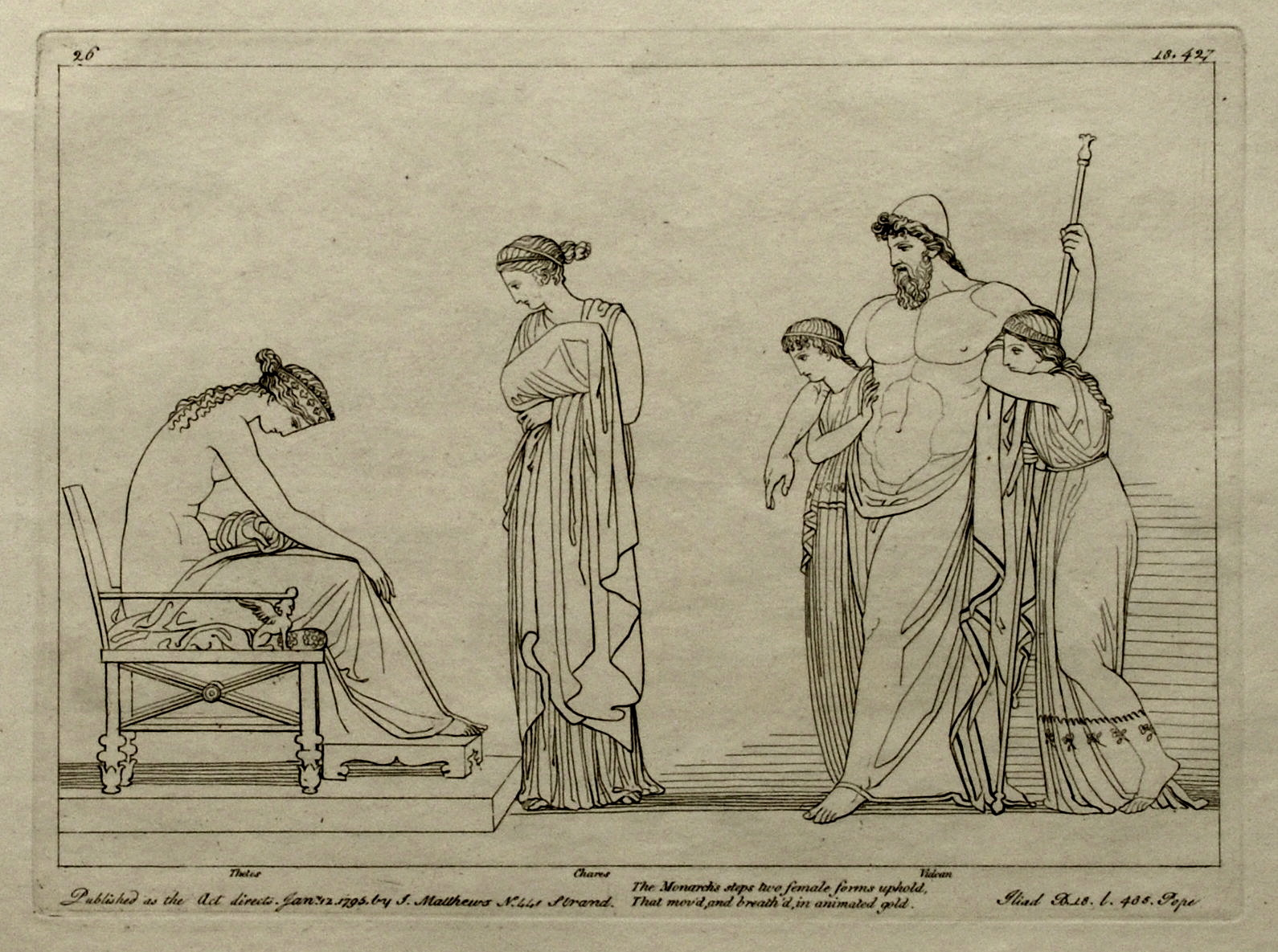
ジョン・フラックスマンが描いた『イーリアス』イラスト（1793年）。左から、テティス、カリス、ヘーパイストス。

カリス（古希: Χαρις, Charis, Kharis）は、ギリシア神話に登場する優雅、優美さの女神。主に美貌、魅力、創造力を司る。美と優雅である三女神・カリスと通り名が一致している。
ホメーロスによれば「光る面紗の美はしきカリス」と呼ばれ、鍛冶神・ヘーパイストスの妻とされる。ヘーシオドスの挙げるアグライアーと同一視された。